# Paul Alfred Müller
Pour les articles homonymes, voir Müller et Paul Müller.
Paul Alfred Müller, né le 18 octobre 1901 à Halle en Allemagne et décédé le 1er janvier 1970  à Murnau am Staffelsee en Allemagne, est un écrivain allemand, connu pour ses séries de romans à bon marché et ses œuvres de science-fiction. Paul Alfred Müller publia sous différents pseudonymes dont Lok Myler et Freder van Holk.

## Biographie
Paul Alfred Müller naît à Halle le 18 octobre 1901. À partir de 1923, il exerce le métier d'instituteur. Il poursuit des études à l'Université de Leipzig qui lui permettent d'occuper un poste de professeur dans une école professionnelle, métier qu'il exerce jusqu'en 1930, tout en assumant les fonctions de directeur de la section « Construction » à la Meisterschule des Deutschen Handwerks de Leipzig.
Au début des années 1930, Alfred Müller commence à écrire en marge de ses obligations professionnelles. Encouragé par sa femme, il crée pour la maison d'édition Bergmann de Leipzig une série de romans d'aventures intitulée Sun Koh, der Erbe von Atlantis [Sun Koh, l'héritier de l'Atlantide] qui connaît un grand succès populaire et influencera plusieurs décennies plus tard des auteurs d'après-guerre comme Walter Ernsting, alias Clark Darlton, et Herbert W. Franke. Fort de ses premiers succès, Paul Alfred Müller fait de l'écriture son métier, sans toutefois se spécialiser dans un genre particulier. Il écrit des westerns comme Die Diamantenklippe, des romans humorisitiques comme Gesellschaftsreise - alles inbegriffen, des romans d'anticipation comme Blaue Kugel et des romans d'exploration du monde intérieur de la Terre comme Und sie bewegt sich doch nicht. Il est également l'auteur de la série Jan Mayen qui succède à Sun Koh, mais sans connaître le même succès.
À partir de 1948, Alfred Müller préfère la zone d'occupation anglo-américaine et s'installe à Murnau am Staffelsee, en Bavière, où il écrit pour différents éditeurs. Il reste très productif sans pourtant renouer avec le succès de ses débuts. Il crée avec son ami Helmut K. Schmidt la série d'anticipation Rah Norten, der Eroberer des Weltalls (Rah Norten, le conquérant de l'univers), mais celle-ci est arrêtée après vingt numéros. L'œuvre d'Alfred Müller ne résiste pas à l'arrivée des space operas anglo-saxons. Il participe également en tant qu'auteur à des séries comme Mark Powers et Kommissar X (Commissaire X). Paul Alfred Müller écrivit et publia sous un grand nombre de pseudonymes. La série Sun-Koh fut publiée sous le nom de Lok Myler, mais la nouvelle édition des années 1970 parut sous le nom de Freder van Holk, tandis qu'il publiait la série Kommissar X sous le nom de Bert F. Island. Ses autres pseudonymes furent P. A. Müller, Lok Müller, Jan Holk et Werner Keyen. Il écrivit plusieurs centaines de romans dans un grand nombre de genres différents.
Alfred Müller fut pendant longtemps un adepte de la théorie du monde creux, une théorie qui stipule que la Terre est une boule vide dans laquelle pourrait coexister une autre monde. Mais après le premier lancement du Spoutnik en 1957, il change d'avis. En 1959, Paul Alfred Müller est honoré pour la qualité éthique et scientifique de la totalité de son œuvre lors de la Première Convention Européenne de Zurich. Il reçut à cette occasion le premier Prix Kurd-Laßwitz.

## Œuvres

### Séries de romans conçues par Paul Alfred Müller
- Sun Koh, der Erbe von Atlantis (1933-36) [Sun Koh, l'héritier de l'Atlantide] ;
- Jan Mayen, der Herr der Atomkraft (1936-38) [Jan Mayen, le maître de l'énergie nucléaire] ;
- Rah Norten, der Eroberer des Weltalls (1949-50) [Rah Norten, le conquérant de l'univers].

### Séries de romans auxquelles a participé l'auteur
- Mark Powers ;
- Kommissar X ;

### Romans indépendants
- Die Diamantenklippe (1936) [Le Gouffre de diamant] ;
- Gesellschaftsreise - alles inbegriffen (1938) [Voyage organisé - tout compris] ;
- Blaue Kugel (1938) [Sphère bleue] ;
- Die Seifenblasen des Herrn Vandenberg (1939) [Les Bulles de savon de Monsieur Vandenberg] ;
- Und sie bewegt sich doch nicht (1939) [Et pourtant elle ne bouge pas...] ;
- Vielleicht ist morgen schon der letzte Tag (1948) [Demain est peut-être le dernier jour] ;
- Das Ende des Golfstroms (1952) [La Fin du gulf-stream] ;
- Trauben aus Grönland (1953) [Les Raisins du Groenland].